# 貢薩羅·卡納萊

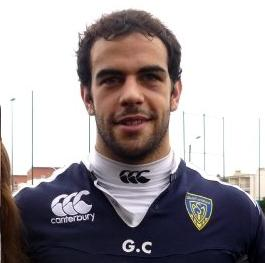
貢薩羅·卡納萊

貢薩羅·卡納萊（義大利語：Gonzalo Canale；1982年11月11日—）是一位意大利橄欖球運動員。他是意大利國家橄欖球隊的一員，代表意大利參加了2011年世界盃橄欖球賽。